# Vereinigung für Zucht und Erhaltung einheimischer und fremdländischer Vögel
Die Vereinigung für Zucht und Erhaltung einheimischer und fremdländischer Vögel e. V. (VZE) ist ein Verein der Ziergeflügel- und Exotenzüchter und hat ca. 4000 Mitglieder. Die VZE ist die ehemalige Vogelzuchtvereinigung der DDR (Ost-Deutschland). Das Gegenstück stellen die Vereinigung für Artenschutz, Vogelhaltung und Vogelzucht (AZ) und der Deutsche Kanarien- und Vogelzüchter-Bund (DKB) in West-Deutschland dar. Der Sitz der Vereinigung ist der Wohnort des 1. Vorsitzenden, derzeit Magdeburg.

## Geschichte
Der Verein wurde am 26. Oktober 1952 auf Initiative von Alfred Fichtner als Spezialzuchtgemeinschaft Ziergeflügel und Exoten (SZG) gegründet und wurde nach der deutschen Wiedervereinigung 1990 in „Vereinigung der Ziergeflügel- und Exotenzüchter e. V.“ (VZE) umbenannt. 1999 wurde die erneut geändert in „Vereinigung Ziergeflügel- und Exotenzüchter e. V. – Vereinigung für Zucht und Erhaltung einheimischer und fremdländischer Vogelarten“.

## Aufgaben
Fachlich und züchterisch betreut werden alle fremdländischen Vogelarten, einschließlich der domestizierten Arten sowie die europäischen Arten, welche von der Gesetzgebung zur Haltung erlaubt sind. Satzungsgemäße Ziele sind die Arterhaltung durch Zucht, Haltung und Pflege exotischer Vögel und des Ziergeflügels, Unterstützung des Natur- und Umweltschutzes, Zusammenarbeit mit allen nationalen und internationalen Verbänden zum Zwecke des Erfahrungsaustausches, Förderung von Schutzprojekten und Erhaltungszuchtprogrammen, Förderung von Standardzucht bei domestizierten Arten sowie eine sach- und fachgerechte Haltung und Pflege aller gehaltenen Vögel. Ausstellungen werden auf Vereins-, Kreis- und Landesebene mit Meisterschaften durchgeführt, einmal jährlich wird zum Jahresende die VZE-Bundesausstellung mit den VZE-Bundesmeisterschaften ausgeführt. Bewertet wird nach einem gemeinsamen Standard (mit AZ und DKB), die Meisterschaften und Ausstellungen werden nach Ausstellungsrichtlinien durchgeführt. Die Vereinigung gibt für ihre Mitglieder amtlich anerkannte Fußringe für alle Vogelarten aus.

## Untergliederungen
Zur weiteren fachlichen Spezialisierung erfolgten Untergliederungen in Interessengemeinschaften (IG), um die fachliche und züchterische Arbeit weiter anzuheben:
- IG Prachtfinken 1959
- IG Schau-Wellensittiche 1964
- IG Hühnervögel und Wildtauben 1965
- IG Wasserziergeflügel 1974
- IG Agaporniden und Sperlingspapageien 1975
- IG Papageienvögel 1986
- IG Kanarien- und Wildvögel 1991